# Wilfred Thesiger
Wilfred Patrick Thesiger (Addis Abeba (Ethiopië), 3 juni 1910 - Coulsden (Surrey, UK), 24 augustus 2003) was een Britse ontdekkingsreiziger en auteur. Hij wordt wel de laatste echte ontdekkingsreiziger genoemd.
Hij werd geboren in Ethiopië, waar zijn vader als ambassadeur van Engeland verbleef, maar kreeg zijn opleiding in Eton en Oxford. In 1934 vertrok hij naar Soedan, waarna hij een groot gedeelte van zijn leven rondtrok in de meest ontoegankelijke gebieden op aarde. Gedurende de Tweede Wereldoorlog vocht hij met de Brfitse SOE en de SAS in Noord-Afrika en Syrië.
Na de oorlog ging Thesiger werken in de woestijnen van zuidelijk Arabië. Zijn opdracht was onderzoek te doen naar de sprinkhanen in dit gebied. Terwijl hij hiermee bezig was, groeide zijn belangstelling voor   de Rub al Khali, het 'lege kwartier'. Deze zandwoestijn, die een groot deel van het zuiden van Arabië beslaat, was pas zo'n 15 jaar eerder voor de eerste maal door Europeanen (Bertram Thomas en Sir John Philby) overgestoken.
Thesiger trok de Rub al Khali tweemaal door. In 1946 doorkruiste hij het oosten van de woestijn van zuid naar noord, en keerde hij terug naar de kust via de grindwoestijn van Oman. In 1947 voltooide hij de ontdekking van de woestijn (en van Arabië) door vanuit Hadramaut door het westelijke deel van de woestijn naar het Saoedische as Soelayyil te trekken. Om onbekend gebleven redenen werd hij er gearresteerd. Philby hielp hem weer vrij te krijgen, waarna hij in oostelijke richting verder trok.  Hij beschreef zijn reis in zijn boek Arabian Sands. Gedurende enkele jaren leefde Thesiger onder de Bedoeïenen, maar in 1951 verliet hij Arabië en ging naar Irak. Daar leefde hij bijna acht jaar onder de Ma'dan uit de moerassen rond Eufraat en Tigris. Net als bij de Bedoeïnen was het de hardheid van hun bestaan dat Thesiger aantrok. Hij beschreef zijn verblijf bij hen  in zijn boek The Marsh Arabs.
In zijn latere leven bracht hij zijn meeste tijd door in Kenia. In 1995 werd hij geridderd. Toen hij tijdens een verblijf in Groot-Brittannië vernam dat zijn Keniaanse "familieleden" in korte tijd overleden waren, zag hij geen reden meer om nog naar Afrika terug te keren, hoewel hij wenste daar te mogen overlijden en begraven te worden. Hij overleed echter in een home in Surrey.
Werken
- Arabian Sands (1959). Nederlandse vertaling: Woestijnen van Arabië, 1993.
- The Marsh Arabs (1964). Nederlandse vertaling:  De Moeras-Arabieren, 1989.
- Desert, Marsh and Mountain (1979)
- The Last Nomad (1979)
- The Life of My Choice (1987).  Autobiografie
- Visions of a Nomad (1987)
- My Kenya Days (1994)
- The Danakil Diary: Journeys through Abyssinia, 1930–34 (1996). Bevat dagboeken uit 1930, toen Thesiger de kroning van Haille Selassie bijwoonde, en uit 1933–1935, toen hij de Awashvallei verkende en kennis maakte met het Afar-volk. Tussendoor ook brieven die hij in die periode aan zijn moeder schreef.
- Among the Mountains: Travels Through Asia (1998). Dit verslag bevat geredigeerde   dagboekfragmenten, geschreven  tussen 1952 en 1965 tijdens tochten naar afgelegen bergstreken in Afghanistan, Pakistan en Koerdistan, evenals veel zwart-witfoto's die hij toen nam. Een meer uitgebreide versie is te lezen in zijn The Life of My Choice.
- Crossing the Sands (2000). Over zijn reizen eind jaren 1940 in de woestijn Rub al-Khali en in het het Arabische schiereiland; bevat foto's.
- My Life and Travels (2002). Een bloemlezing.
- A Vanished World (2001).  Een verzameling foto's.

1. ↑  The London Gazette 44600; pagina('s): 6308.
2. ↑  The London Gazette 35396; pagina('s): 7333.
3. ↑  Gold Medal Recipients.
4. ↑  Awards, Prizes & Visiting Fellowships – Royal Asiatic Society. Geraadpleegd op 4 augustus 2018.